# Lorain (Pennsylvanie)
Lorain est un borough situé au sud du comté de Cambria, en Pennsylvanie, aux États-Unis,. En 2010, il comptait une population de 759 habitants. Il est incorporé le 4 novembre 1915.

## Démographie
Lors du recensement de 2010, le borough comptait une population de 759 habitants. Elle est estimée, le 1er juillet 2019, à 697 habitants.

### Source de la traduction
- (en) Cet article est partiellement ou en totalité issu de l’article de Wikipédia en anglais intitulé « Lorain, Pennsylvania » (voir la liste des auteurs).